# Giovanni Tonoli
Giovanni Tonoli (* 22. April 1947 in Mailand; † 25. Juni 1993) war ein italienischer Radrennfahrer und nationaler Meister im Radsport.

## Sportliche Laufbahn
Tonoli war Straßenradsportler und auch im Bahnradsport aktiv. Er war Teilnehmer der Olympischen Sommerspiele 1972 in München. Im Mannschaftszeitfahren kam der italienische Vierer mit Osvaldo Castellan, Pasqualino Moretti, Francesco Moser und Giovanni Tonoli auf den 9. Platz.
Bei den Mittelmeerspielen 1971 war er in der Mannschaftsverfolgung erfolgreich. Im Mannschaftszeitfahren holte er eine Silbermedaille. Bei den UCI-Straßen-Weltmeisterschaften 1971 kam er im Mannschaftszeitfahren auf den 4. Rang. 1970 gewann er das Einzelzeitfahren Coppa Mobilio Ponsacco und eine Etappe im Giro della Valle d’Aosta, 1972 eine Etappe im Giro Ciclistico d’Italia. Im Bahnradsport gewann er 1972 die nationale Meisterschaft in der Einerverfolgung. 1975 gewann er das Eintagesrennen Grand Prix Agostano.

## Berufliches
Er arbeitete einige Jahre als Mechaniker für die italienische Nationalmannschaft.